# Estrige

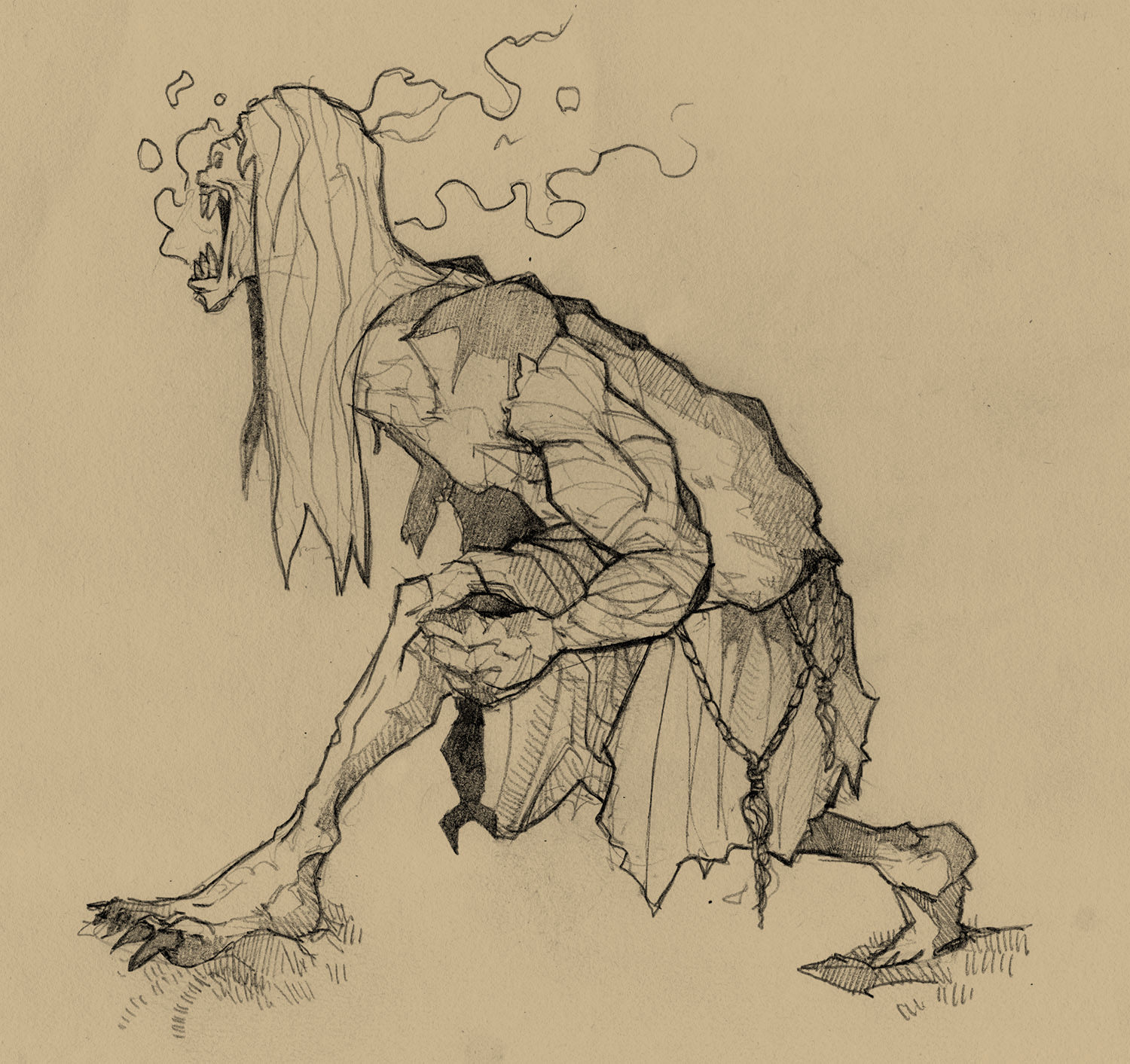
Una visión artística de una estrige, un demonio eslavo similar a un vampiro.

Una estrige (en polaco: strzyga; AFI: [ˈstʂɨɡa]) es un tipo de vampiro del folclore eslavo (especialmente polaco). En ocasiones se la describe como una mujer que ha sido deformada por una maldición.
Mientras está viva, la estrige tiene dos corazones y dos almas, así como dos filas de dientes (uno de los cuales crece con normalidad). Cuando la persona muere, sólo una de las almas fallece mientras que la otra provoca que la estrige muerta vuelva a la vida y se alimente de otros seres vivos. Se dice que decapitar el cuerpo y quemar la cabeza separada del resto del cuerpo previene que la estrige vuelva de la muerte aunque quemar el cadáver tumbado boca abajo con una hoz alrededor de su cabeza también suele funcionar.
Una versión de esta creencia afirma que la estrige es un recién nacido no-muerto, aunque cualquier neonato muerto puede convertirse en una estrige si no se toman ciertas precauciones, como las anteriormente mencionadas. Estas pequeñas criaturas no-muertas acecharían los bosques durante la noche y atacarían a los viajeros nocturnos y a cualquier persona que deambulase en el bosque tras la medianoche, devorándolos. 
De acuerdo con Aleksander Brückner, la palabra deriva de estirge, comparable a strigoi.

## Literatura
En el primer libro de La saga de Geralt de Rivia, El último deseo, de Andrzej Sapkowski, se describe a una niña fruto de una relación incestuosa y víctima de una maldición que la convierte en una estrige. El protagonista, el brujo Geralt de Rivia, desvela la forma de romper el hechizo:

Confirmo, majestad, que es posible deshacer el hechizo. Y, si no me equivoco, ciertamente pasando una noche en el alcázar. El tercer canto del gallo, si sorprende a la estrige fuera del sarcófago, acabará con el encantamiento. Por lo general, así es como se actúa con las estriges.
Geralt a Foltest, pag. 20 de El último deseo

Se la describe como:

¡Su alteza la infanta, maldita bastarda, mide cuatro codos de altura, recuerda a un barril de cerveza, tiene un morro de oreja a oreja, lleno de dientes como estiletes, los ojos colorados y las greñas bermejas! ¡Las garras, afiladas como las de un lince, le cuelgan hasta la misma tierra!
Velerad, pag. 18-19 de El último deseo